# Fontaine-Guérin
Fontaine-Guérin is een plaats en voormalige gemeente in het Franse departement Maine-et-Loire in de regio Pays de la Loire en telt 831 inwoners (2005). De plaats maakt deel uit van het arrondissement Angers.

## Geschiedenis
Op 1 januari 2016 ging de gemeente op in de op die dag gevormde commune nouvelle Les Bois d'Anjou.

## Geografie
De oppervlakte van Fontaine-Guérin bedraagt 22,4 km², de bevolkingsdichtheid is 37,1 inwoners per km².
De onderstaande kaart toont de ligging van Fontaine-Guérin met de belangrijkste infrastructuur en aangrenzende gemeenten.

## Demografie
Onderstaande figuur toont het verloop van het inwonertal.